# Carla Cardona
Carla Cardona (Cananea, Sonora; 10 de mayo de 1987) es una actriz y modelo mexicana, cuya carrera comenzó tras ganar el concurso Nuestra Belleza Sonora 2007. Se formó en el CEA de Televisa.

## Biografía
Sus primeras actuaciones tuvieron lugar en la telenovela Camaleones. En 2011 participó en la telenovela La fuerza del destino con Sandra Echeverría.
En 2012 tuvo una participación especial en Por ella soy Eva y también participó en la nueva producción de Mapat L. de Zatarain, titulada La mujer del vendaval.
También actuó como la maestra Eloisa en La rosa de Guadalupe en 2012.
En 2015 fue convocada para la telenovela Antes muerta que Lichita con Maite Perroni.
En 2016 tiene una participación especial en la telenovela Corazón que miente junto a Thelma Madrigal.
Al año siguiente, en 2017, consigue un rol estelar en la telenovela Mi adorable maldición, al lado de Renata Notni.

## Telenovelas
- Mi adorable maldición (2017) - Nadia del Valle
- Corazón que miente (2016) - Elena Solis Saldivar (joven).
- Antes muerta que Lichita (2015-2016) - Martha Álamo.
- La mujer del vendaval (2012) - Damiana Hernández Cotilla de Casteló.
- Por ella soy Eva (2012) - Amante de Juan Carlos.
- La fuerza del destino (2011) - Berenice Escalante.[4]
- Camaleones (2009-2010) - Mercedes Márquez Tapuada.